# Honoré Daumier
Honoré Daumier, född 26 februari 1808 i Marseille, död 10 februari 1879 i Paris, var en fransk litograf, målare och skulptör under realismen.

## Biografi
Daumier var glasmästarson och fick ingen formell konstutbildning, utan studerade själv måleri och litografi i Paris samt dessutom med stort allvar och energi utställningarna i Louvren. Hans första självständiga arbeten var litografier inspirerade av Nicolas Charlet.

## Satiriker
Förläggaren Charles Philipon upptäckte hans talang för  karikatyrporträtt och satiriska samtidsbilder och anställde honom vid den satiriska tidskriften La Caricature. I närmare 40 år kom han att som illustratör arbeta för denna och för tidskriften Le Charivari. Till en början gjorde han främst politiska karikatyrer, men sedan pressfriheten upphävts av kung Ludvig Filip 1835 övergick han till sociala karikatyrer. Efter februarirevolutionen 1848  återgick han till de politiska karikatyrerna. I en mängd litografier och tidningsteckningar satiriserade han den liberala bourgeoisien, parlamentet och framför allt rättvisans handhavare. Hans typer av domare, advokater och jurymän utmärker sig för skärpa i karakteristiken. Två verk som är typiska för hans domstolsscener är Försvarstalaren och Augurerna (två advokater, som småleende växlar blickar efter domstolsförhandlingens slut).

## Konstnär
En längtan att slå igenom som verklig konstnär fick honom att 1862 lämna tidningarna för att slå sig fram som fri konstnär. Under denna tid tillkom oljemålningarna Dramat och Upproret, en del framställningar av Don Quijote, tvätterskor vid Seine, konstamatörer med mera. Han lyckades dock inte få något genombrott, och 1865 tvingades han att återvända till tidningarna.
Att Daumier var en betydande målare har först eftervärlden upptäckt. På världsutställningen 1889 i Paris väckte några av hans tavlor uppmärksamhet, och även på världsutställningen där år 1900 fanns ett antal oljemålningar och akvareller av honom utställda. Hans målningar, oftast ganska små till formatet, är utförda enligt samma grundsatser som hans teckningar. De innehåller mindre färg- än ljusstudium, visar en genomgående förenkling av detaljformerna, utelämnar alla bisaker och betonar med skärpa det huvudsakliga. De gör intryck av att vara raskt och omedelbart skisserade i helt få linjer och enkla toner. Ämnena i Daumiers målningar växlar från motiv som Oidipus över Don Quijote mediterande under ett träd till Parisbilder från gator, vinstugor och järnvägar. Daumier målade även porträtt och modellerade. Bland hans skulpturverk märks reliefen Flyktingarnas tåg – ett motiv, som han behandlat även i målning.
Daumiers inflytande har varit högst betydande. Bland målare, som fortsatte på de vägar han slagit in på, kan nämnas Jean-François Millet och efter denne Edgar Degas. Daumier
är representerad vid bland annat Göteborgs konstmuseum.

## Eftermäle
Asteroiden 12612 Daumier är uppkallad efter honom.

## Bilder

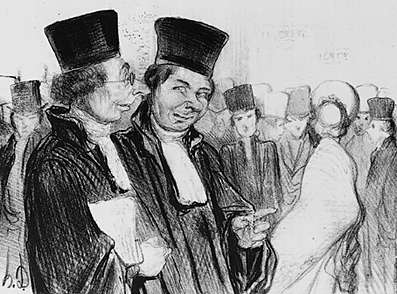
Augurerna
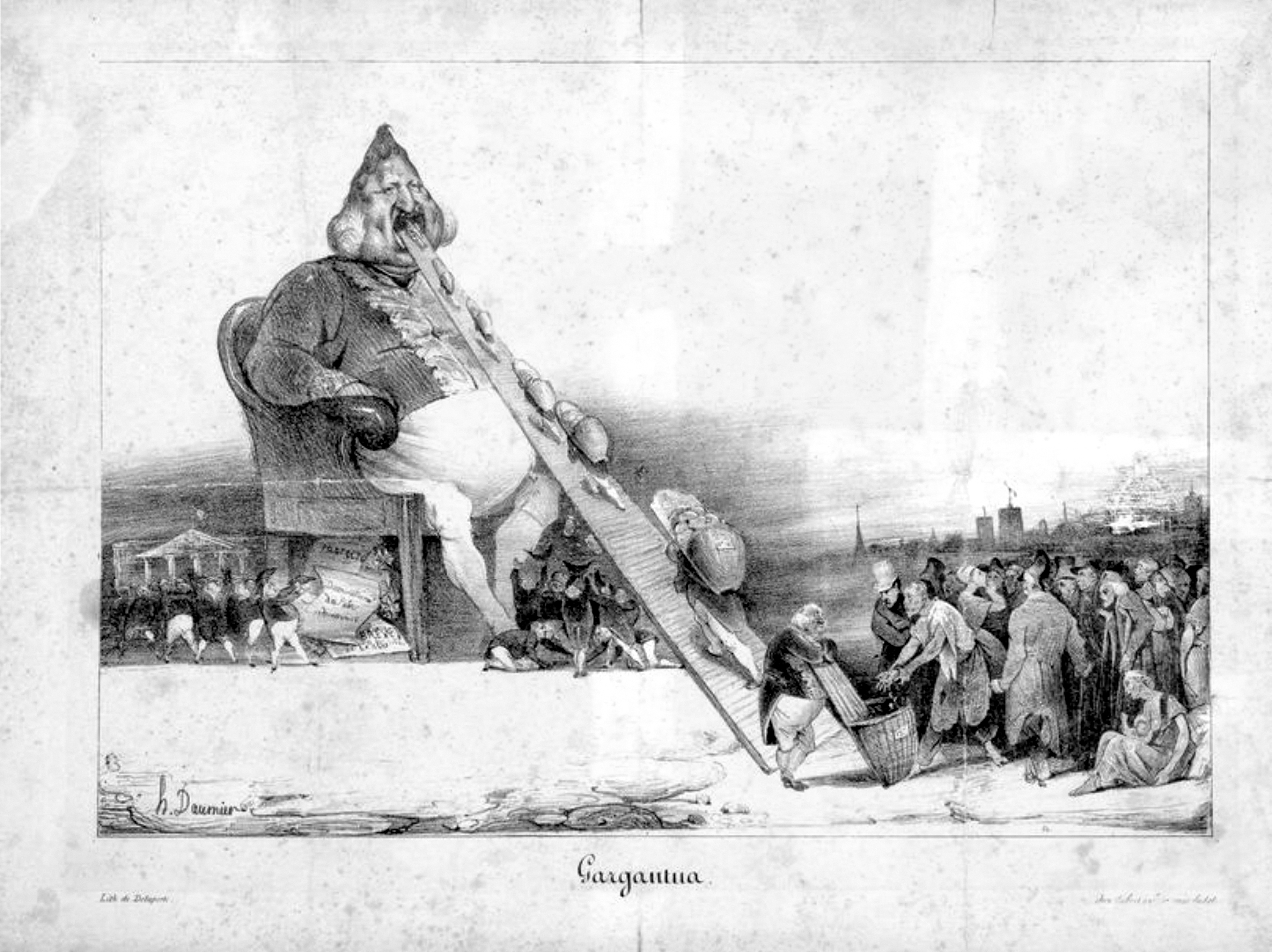
Gargantua
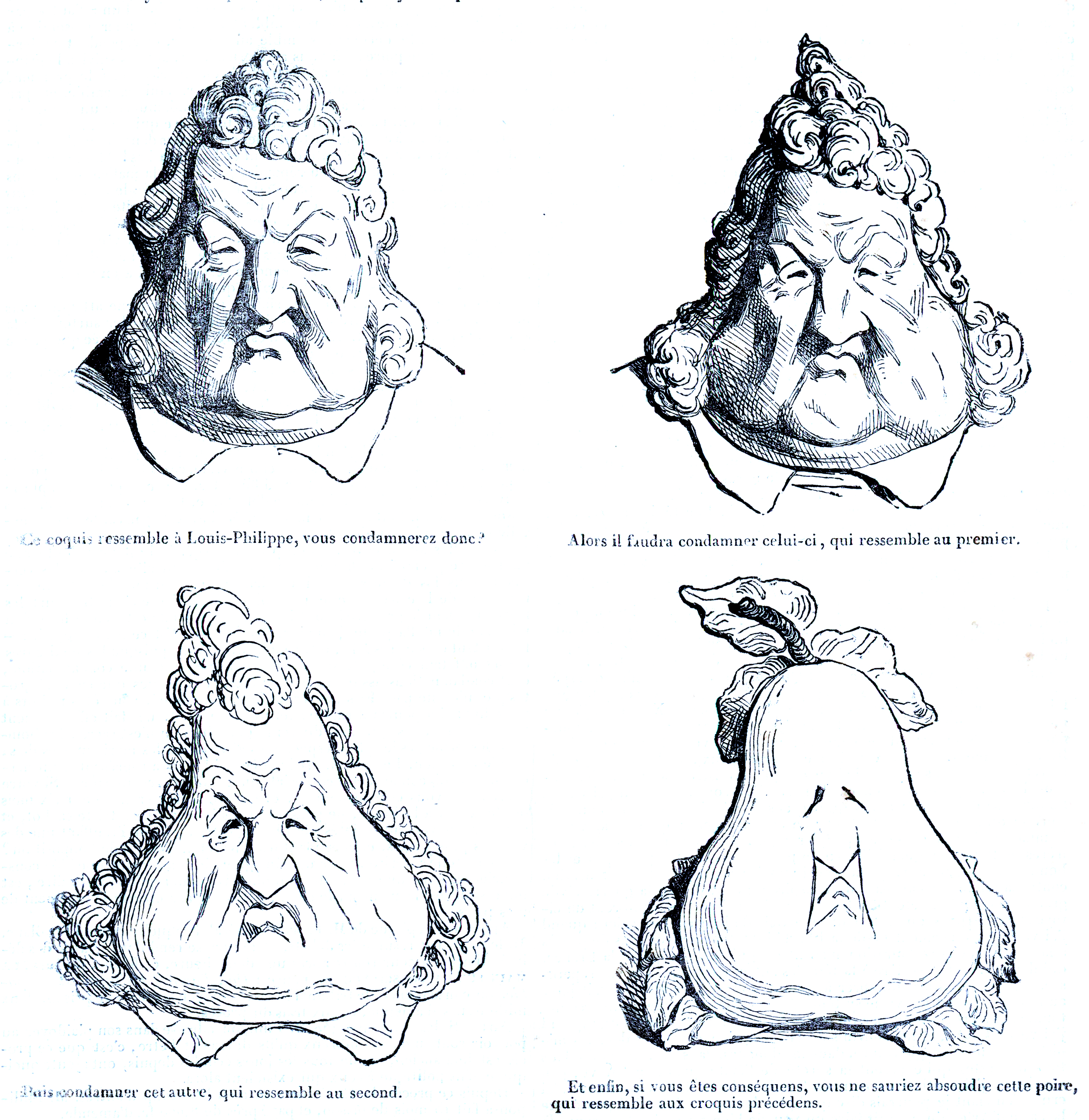
Kung Päron
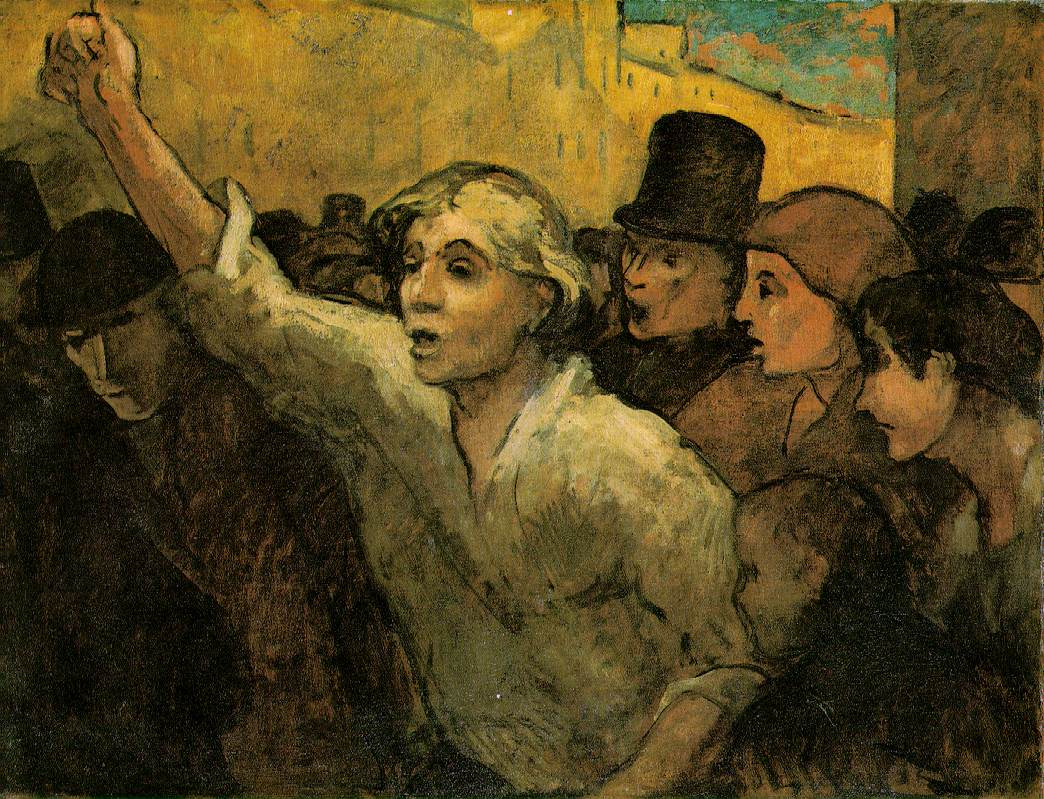
Upproret
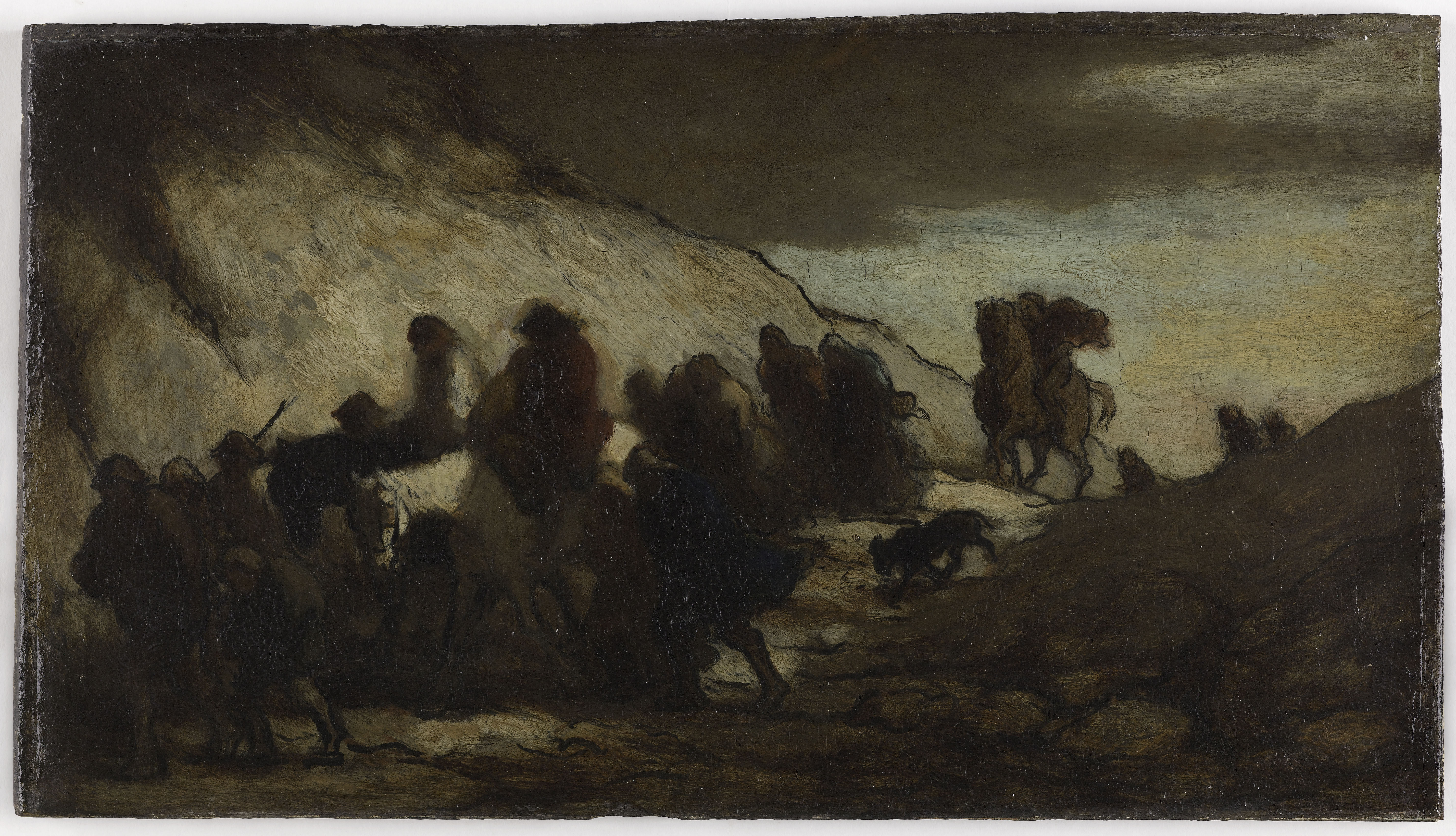
Flyktingarnas tåg